# Lawrence Parsons
Lawrance Parsons (n. 17 noiembrie 1840, Birr⁠(d), Irlanda⁠(d), Irlanda – d. 29 august 1908) a fost un astronom irlandez, membru al pair al Irlandei.
Printre realizările sale se numără descoperirea, în 1878, a galaxiei lenticulare NGC 3999.